# Samuel Kostrowicki
Samuel Kostrowicki herbu Baybuza – łowczy lidzki od 1756 roku, pisarz grodzki lidzki w latach 1753-1771, strażnik lidzki od 1742 roku.
Żonaty z Barbarą Sieklucką, miał synów: Kazimierza i Onufrego.
Poseł na sejm 1754 roku z powiatu lidzkiego.